# Pollock-Krasner Foundation
Die Pollock-Krasner Foundation ist eine amerikanische Stiftung, die seit 1985 den The Pollock-Krasner Foundation Award als Kunstpreis vergibt. Sie ist gegründet worden von  Lee Krasner (1908–1984), einer Malerin des abstrakten Expressionismus, die mit Jackson Pollock (1912–1956), (Action Painting), verheiratet war.
Die Stiftung möchte professionelle, freie Künstler finanziell unterstützen. Durch die Pollock-Krasner Foundation soll ermöglicht werden, dass die Karriere fortgeführt wird. Die Stiftung hat bisher 54 Mio. Dollar an Künstler in 72 Ländern ausgeschüttet.
Künstler können sich selbst bei der Pollock-Krasner Foundation bewerben.